# Kuda Bandos
Kuda Bandos (ou Kudabandos) est une petite île inhabitée des Maldives. Elle constitue une des îles-hôtel des Maldives en accueillant le Malahini Kuda Bandos Resort. Elle a été déclarée espace public et accueille régulièrement les habitants de Malé pour leurs pique-niques.
Historiquement, le détroit entre Kuda Bandos et Bandos était réservé aux messagers urgents, et y passer était déjà en soi l'annonce d'un message important pour le sultan de Malé .

## Géographie
Kuda Bandos est située dans le centre des Maldives, dans le Sud-Est de l'atoll Malé Nord, dans la subdivision de Kaafu. Elle se situe à environ 8 km de la capitale Malé.